# Musgest
Musgest är en datorterm som innebär att en datoranvändares musrörelser skapar information som kan tolkas av ett datorprogram. Hur tolkningen görs är upp till det program som tar emot information från musens rörelser, men vissa konventioner återfinns i många olika program, exempelvis att via "drag" med musen medan en knapp hålls nedtryckt markera ett eller flera objekt på datorskärmen.

## Datorspel
Musgester används i stor utsträckning i vissa datorspel, ett exempel är Black & White, där det i stort sett enbart är musrörelser som styr spelet.